# Močvarna draga
Močvarna draga (lat. Limnocharis), maleni rod vodenih trajnica iz porodice žabočunovki. Sastoji se od svega dvije vrste ali rasprostranjene po velikim djelovima jugoistočne Azije, gdje se Limnocharis flava koristi i u prehrambene svrhe, te po Meksiku, Srednoj Americi, Zapadnoindijskim otocima i Južnoj Americi. 
Josip Karavla u svom Rječniku bilja, ovaj rod naziva močvarna draga.

## Opis roda
Limnocharis su višegodišnje zeljaste biljke koje rastu u visinu od oko 1 metar. Listovi su blijedozeleni s ovalnim oštricama. Cvjetne glavice nose se na vrhu dugih trokutastih stabljika. Svaki cvijet ima tri blijedožute latice s brojnim svijetložutim prašnicima. Segmentirani plod sadrži veliki broj sitnih smeđih sjemenki koje putuju velikim udaljenostima u vodi. Novi izdanci formiraju se iz središta svake cvjetne glavice. Svi dijelovi biljke sadrže mliječni sok.

## Invazivnost u Australiji
Limnocharis flava je ozbiljan korov plitkih bara, močvara i sporih potoka. Mogu zagušiti brane i kanale za navodnjavanje te uništiti slatkovodne ekosustave. Jednom uspostavljen, limnocharis se brzo širi masovnom proizvodnjom sjemena i vegetativnim razmnožavanjem. Iako biljke obično rastu ukorijenjene u muljevitom supstratu, male biljčice mogu biti odnesene na velike udaljenosti u poplavnim vodama. Neobični listovi i atraktivni cvjetovi doveli su do toga da se ova biljka uzgaja u vodenim područjima.
Podrijetlom iz tropske Amerike, Limnocharis je danas problematičan korov u Šri Lanki, Indiji, Tajlandu, Maleziji i Indoneziji. Širi se i u Papui Novoj Gvineji. Nekoliko zaraza otkrivenih u regiji između Cairnsa i Townsvillea u Queenslandu zahtijevalo je mjere aktivne kontrole.

### Prijetnja
Brane na farmama, slatkovodni ekosustavi i rastuća industrija akvakulture u sjevernoj Australiji osjetljivi su na upad Limnocharisa. S brzom stopom razmnožavanja i sjemenkama koje se prenose vodom, Limnocharis bi bilo teško i skupo kontrolirati ako se raširi široko.

## Vrste
1. Limnocharis flava (L.) Buchenau
2. Limnocharis laforestii Duchass. ex Griseb.